# روبن نوربرتو برونو
روبن نوربرتو برونو (انگلیسی: Rubén Norberto Bruno؛ زادهٔ ۹ اوت ۱۹۵۸) بازیکن فوتبال اهل آرژانتین است.
از باشگاه‌هایی که در آن بازی کرده‌است می‌توان به باشگاه فوتبال ریور پلاته اشاره کرد.